# Atletica leggera ai Giochi della XXXIII Olimpiade - 400 metri piani maschili
Ai Giochi della XXXIII Olimpiade la competizione dei 400 metri piani maschili si è svolta nei giorni dal 4 al 7 agosto 2024 presso lo Stade de France di Parigi.

## Presenze ed assenze dei campioni in carica
| Competizione         | Atleta           | Prestazione | Parigi 2024 |
| -------------------- | ---------------- | ----------- | ----------- |
| Olimpiadi 2020       | Steven Gardiner  | 43”85       | Presente    |
| Africani 2022        | Muzala Samukonga | 45”31       | Presente    |
| Commonwealth 2022    | Muzala Samukonga | 44”66       | Presente    |
| Asiatici 2022        | Yousef Masrahi   | 45”55       | Non selez.  |
| Panamericani 2023    | Lucas Conceição  | 45”77       | Non selez.  |
| Mondiali 2023        | Antonio Watson   | 44”22       | Non selez.  |
| Europei 2024         | Alexander Doom   | 44”15       | Presente    |
|                      |                  |             |             |
| Mondiali junior 2022 | Lythe Pillay     | 45”28       | Presente    |

## La gara
Il campione olimpico in carica, nonché campione del mondo nel 2019, Steven Gardiner (Bahamas), è venuto a Parigi per provare a vincere il suo secondo titolo olimpico. L'argento di Tokyo Anthony Zambrano (Colombia) non ha riportato buone prestazioni dopo le Olimpiadi. Kirani James (Grenada), che aveva vinto l'oro a Londra, l'argento a Rio e il bronzo a Tokyo, vuole vincere la sua quarta medaglia olimpica. Il campione del mondo in carica Antonio Watson non si è qualificato per Parigi alle selezioni giamaicane. Il miglior tempo della stagione è detenuto dal britannico Matthew Hudson-Smith con 43"74. Alle selezioni americane solo Michael Norman, secondo con 44"41, bissa la partecipazione di Tokyo. Gli altri due sono alla prima esperienza olimpica: Quincy Hall primo con 44"17 e Christopher Bailey terzo con 44"42. Il detentore del record mondiale Wayde van Niekerk stava cercando di tornare in forma dopo un grave infortunio nel 2017, ma ha invece optato per correre i 200 metri.  
Al primo turno vincono le rispettive batterie: Matthew Hudson-Smith, Michael Norman, Muzala Samukonga, Quincy Hall, Kirani James e Charlie Dobson. Anthony Zambrano ha una controprestazione e viene eliminato. L'infortunato Steven Gardiner non si presenta ai blocchi della quarta batteria. Nel turno di ripescaggio, Elián Larregina, Lythe Pillay, Zakithi Nene e Ammar Ibrahim vincono le rispettive serie e si qualificano per le semifinali. 
Semifinali: nella prima serie Quincy Hall vince agevolmente staccando il trinidegno Jereem Richards di quasi quattro decimi. Cheikh Tidiane Diouf stabilisce il nuovo record nazionale del Senegal con 44"94. Nella seconda semifinale, Kirani James vince con un tempo di 43"78, sotto la pressione del campione dei Giochi del Commonwealth Muzala Samukonga, che giunge a soli tre centesimi. Samukonga stabilisce con 43"81 il nuovo record nazionale dello Zambia. La terza serie mette a confronto Matthew Hudson-Smith e Michael Norman. Vince il britannico in 44"07.
In finale si presentano ai blocchi di partenza cinque americani, due africani ed un europeo. Dalle corsie interne, Norman e James partono più veloci. Sul rettilineo esterno Jereem Richards accelera per prendere il comando, seguito da James, Hudson-Smith e Samukonga. Ai 200 metri Quincy Hall supera Norman per il quinto posto. Uscendo dalla curva, Hudson-Smith prende il comando leggermente davanti a Richards e James. Hall supera Samukonga e si porta al quarto posto. Nel rettilineo finale Hudson-Smith, Richards e James si giocano l'oro. Ma, mentre le loro falcate si fanno più deboli, rinviene prepotentemente Quincy Hall, con Samukonga subito dietro. A pochi metri dal traguardo Hall supera i primi tre e va a vincere. Hudson-Smith, che era stato lungamente in testa, arriva secondo. Samukonga supera James e Richards per assicurarsi il bronzo.

## Risultati
La competizione ha subito una modifica con l'introduzione di una fase di ripescaggio. Nel primo turno si disputano sei batterie, con i primi tre classificati di ogni batteria (Q) che accedono alle semifinali. Tutti gli altri vanno al turno di ripescaggio (tranne coloro che non hanno finito la gara o sono stati squalificati).

Il turno di ripescaggio si compone di quattro batterie. Accedono alle semifinali i vincitori di ciascuna serie (Q), più i due migliori tempi (q). 

Riassumendo: per fare 24 semifinalisti, 18 provengono dalle batterie e gli altri 6 dai ripescaggi.

Nelle tre semifinali, i primi due classificati di ciascuna delle tre serie e i due tempi più veloci accedono alla finale.

### Batterie

#### Batteria 1
| Pos. | Corsia | Atleta                    | Nazionalità   | Tempo | Note |
| ---- | ------ | ------------------------- | ------------- | ----- | ---- |
| 1    | 6      | Matthew Hudson-Smith      | Gran Bretagna | 44"78 | Q    |
| 2    | 3      | Christopher Bailey        | Stati Uniti   | 44"89 | Q    |
| 3    | 4      | Håvard Bentdal Ingvaldsen | Norvegia      | 45"46 | Q    |
| 4    | 7      | Chidi Okezie              | Nigeria       | 45"52 | Ri   |
| 5    | 2      | Kentaro Sato              | Giappone      | 45"60 | Ri   |
| 6    | 8      | Oleksandr Pohorilko       | Ucraina       | 45"71 | Ri   |
| 7    | 5      | Deandre Watkin            | Giamaica      | 45"97 | Ri   |

#### Batteria 2
| Pos. | Corsia | Atleta              | Nazionalità       | Tempo | Note |
| ---- | ------ | ------------------- | ----------------- | ----- | ---- |
| 1    | 6      | Michael Norman      | Stati Uniti       | 44"10 | Q    |
| 2    | 9      | Jereem Richards     | Trinidad e Tobago | 44"31 | Q    |
| 3    | 2      | Busang Kebinatshipi | Botswana          | 44"45 | Q    |
| 4    | 8      | Ammar Ibrahim       | Qatar             | 44"66 | Ri   |
| 5    | 5      | Sean Bailey         | Giamaica          | 44"68 | Ri   |
| 6    | 4      | Attila Molnár       | Ungheria          | 45"24 | Ri   |
| 7    | 7      | Anthony Zambrano    | Colombia          | 45"49 | Ri   |
| 8    | 3      | Michael Joseph      | Saint Lucia       | 45"69 | Ri   |

#### Batteria 3
| Pos. | Corsia | Atleta               | Nazionalità | Tempo | Note |
| ---- | ------ | -------------------- | ----------- | ----- | ---- |
| 1    | 3      | Muzala Samukonga     | Zambia      | 44"56 | Q    |
| 2    | 2      | Bayapo Ndori         | Botswana    | 44"87 | Q    |
| 3    | 8      | Luca Sito            | Italia      | 44"99 | Q    |
| 4    | 5      | Jean Paul Bredau     | Germania    | 45"07 | Ri   |
| 5    | 7      | Dylan Borlée         | Belgio      | 45"36 | Ri   |
| 6    | 9      | Yuki Joseph Nakajima | Giappone    | 45"37 | Ri   |
| 7    | 6      | Lythe Pillay         | Sudafrica   | 45"60 | Ri   |
| 8    | 4      | Matěj Krsek          | Rep. Ceca   | 45"71 | Ri   |

#### Batteria 4
| Pos. | Corsia | Atleta           | Nazionalità     | Tempo | Note |
| ---- | ------ | ---------------- | --------------- | ----- | ---- |
| 1    | 7      | Quincy Hall      | Stati Uniti     | 44"28 | Q    |
| 2    | 5      | Samuel Ogazi     | Nigeria         | 44"50 | Q    |
| 3    | 6      | Reece Holder     | Australia       | 44"53 | Q    |
| 4    | 8      | Jonathan Sacoor  | Belgio          | 45"08 | Ri   |
| 5    | 2      | Alexander Ogando | Rep. Dominicana | 45"11 | Ri,  |
| 6    | 3      | Elián Larregina  | Argentina       | 47"80 | Ri   |
|      | 4      | Steven Gardiner  | Bahamas         | NP    |      |

#### Batteria 5
| Pos. | Corsia | Atleta                       | Nazionalità | Tempo | Note |
| ---- | ------ | ---------------------------- | ----------- | ----- | ---- |
| 1    | 6      | Kirani James                 | Grenada     | 44"78 | Q    |
| 2    | 8      | Christopher Morales Williams | Canada      | 44"96 | Q    |
| 3    | 9      | Aruna Darshana               | Sri Lanka   | 44"99 | Q    |
| 4    | 4      | Zakithi Nene                 | Sudafrica   | 45"01 | Ri   |
| 5    | 7      | Leungo Scotch                | Botswana    | 45"28 | Ri   |
| 6    | 3      | Lionel Spitz                 | Svizzera    | 45"81 | Ri   |
| 7    | 5      | Lucas Carvalho               | Brasile     | 45"85 | Ri   |
| 8    | 2      | Davide Re                    | Italia      | 46"74 | Ri   |

#### Batteria 6
| Pos. | Corsia | Atleta               | Nazionalità   | Tempo | Note |
| ---- | ------ | -------------------- | ------------- | ----- | ---- |
| 1    | 5      | Charlie Dobson       | Gran Bretagna | 44"96 | Q    |
| 2    | 7      | Alexander Doom       | Belgio        | 45"01 | Q    |
| 3    | 3      | Jevaughn Powell      | Giamaica      | 45"12 | Q    |
| 4    | 9      | João Coelho          | Portogallo    | 45"35 | Ri,  |
| 5    | 2      | Cheikh Tidiane Diouf | Senegal       | 45"59 | Ri   |
| 6    | 8      | Fuga Sato            | Giappone      | 46"13 | Ri   |
| 7    | 4      | Gilles Biron         | Francia       | 46"19 | Ri   |
|      | 6      | Zablon Ekwam         | Kenya         | Rit   |      |

### Ripescaggi
Il primo atleta di ogni batteria di ripescaggio (Q) e i due successivi atleti più veloci (q) accedono alla semifinali.

#### Ripescaggio 1
| Pos. | Corsia | Atleta          | Nazionalità | Tempo | Note |
| ---- | ------ | --------------- | ----------- | ----- | ---- |
| 1    | 4      | Elián Larregina | Argentina   | 45"36 | Q    |
| 2    | 8      | Gilles Biron    | Francia     | 45"87 |      |
| 3    | 3      | Lucas Carvalho  | Brasile     | 46"24 |      |
|      | 7      | Davide Re       | Italia      | dns   |      |
|      | 2      | Jonathan Sacoor | Belgio      | dns   |      |
|      | 6      | Fuga Sato       | Giappone    | dns   |      |
|      | 5      | Deandre Watkin  | Giamaica    | dns   |      |

#### Ripescaggio 2
| Pos. | Corsia | Atleta               | Nazionalità     | Tempo | Note                          |
| ---- | ------ | -------------------- | --------------- | ----- | ----------------------------- |
| 1    | 5      | Lythe Pillay         | Sudafrica       | 45"40 | Q                             |
| 2    | 7      | Matěj Krsek          | Rep. Ceca       | 45"53 | Miglior prestazione personale |
| 3    | 3      | Oleksandr Pohorilko  | Ucraina         | 45"59 |                               |
| 4    | 6      | Michael Joseph       | Saint Lucia     | 45"64 |                               |
| 5    | 4      | Chidi Okezie         | Nigeria         | 45"92 |                               |
|      | 2      | Yuki Joseph Nakajima | Giappone        | dns   |                               |
|      | 8      | Alexander Ogando     | Rep. Dominicana | dns   |                               |

#### Ripescaggio 3
| Pos. | Corsia | Atleta           | Nazionalità | Tempo | Note |
| ---- | ------ | ---------------- | ----------- | ----- | ---- |
| 1    | 4      | Zakithi Nene     | Sudafrica   | 44"81 | Q    |
| 2    | 6      | Leungo Scotch    | Botswana    | 45"33 | q    |
| 3    | 3      | Attila Molnár    | Ungheria    | 45"45 |      |
| 4    | 5      | Lionel Spitz     | Svizzera    | 45"51 |      |
|      | 8      | Kentaro Sato     | Giappone    | dns   |      |
|      | 7      | Anthony Zambrano | Colombia    | dns   |      |

#### Ripescaggio 4
| Pos. | Corsia | Atleta               | Nazionalità | Tempo | Note |
| ---- | ------ | -------------------- | ----------- | ----- | ---- |
| 1    | 3      | Ammar Ibrahim        | Qatar       | 44"77 | Q    |
| 2    | 8      | Cheikh Tidiane Diouf | Senegal     | 45"03 | q =  |
| 3    | 3      | Jean Paul Bredau     | Germania    | 45"40 |      |
| 4    | 7      | Dylan Borlée         | Belgio      | 45"51 |      |
| 5    | 4      | João Coelho          | Portogallo  | 45"64 |      |
|      | 5      | Sean Bailey          | Giamaica    | dnf   |      |

### Semifinali
I primi due di ogni batteria (Q) e i due migliori tempi tra gli esclusi (q) si qualificano alla finale.

#### Semifinale 1
| Pos. | Corsia | Atleta                    | Nazionalità       | Tempo   | Note                          |
| ---- | ------ | ------------------------- | ----------------- | ------- | ----------------------------- |
| 1    | 5      | Quincy Hall               | Stati Uniti       | 43"95   | Q                             |
| 2    | 7      | Jereem Richards           | Trinidad e Tobago | 44"33   | Q                             |
| 3    | 4      | Busang Kebinatshipi       | Botswana          | 44"43   |                               |
| 4    | 8      | Charlie Dobson            | Gran Bretagna     | 44"48   |                               |
| 5    | 3      | Ammar Ibrahim             | Qatar             | 44"63   | Miglior prestazione personale |
| 6    | 2      | Cheikh Tidiane Diouf      | Senegal           | 44"94   | Record nazionale              |
| 7    | 9      | Håvard Bentdal Ingvaldsen | Norvegia          | 45"60   |                               |
| 8    | 6      | Alexander Doom            | Belgio            | 1'55"10 |                               |

#### Semifinale 2
| Pos. | Corsia | Atleta             | Nazionalità | Tempo | Note |
| ---- | ------ | ------------------ | ----------- | ----- | ---- |
| 1    | 8      | Kirani James       | Grenada     | 43"78 | Q    |
| 2    | 5      | Muzala Samukonga   | Zambia      | 43"81 | Q    |
| 3    | 6      | Christopher Bailey | Stati Uniti | 44"31 | q    |
| 4    | 7      | Bayapo Ndori       | Botswana    | 44"43 |      |
| 5    | 9      | Luca Sito          | Italia      | 45"01 |      |
| 6    | 2      | Elián Larregina    | Argentina   | 45"02 |      |
| 7    | 3      | Lythe Pillay       | Sudafrica   | 45"24 |      |
|      | 4      | Aruna Darshana     | Sri Lanka   | dq    |      |

#### Semifinale 3
| Pos. | Corsia | Atleta                       | Nazionalità   | Tempo | Note |
| ---- | ------ | ---------------------------- | ------------- | ----- | ---- |
| 1    | 7      | Matthew Hudson-Smith         | Gran Bretagna | 44"07 | Q    |
| 2    | 6      | Michael Norman               | Stati Uniti   | 44"26 | Q    |
| 3    | 5      | Samuel Ogazi                 | Nigeria       | 44"41 | q    |
| 4    | 9      | Jevaughn Powell              | Giamaica      | 44"91 |      |
| 5    | 4      | Reece Holder                 | Australia     | 44"94 |      |
| 6    | 3      | Zakithi Nene                 | Sudafrica     | 45"06 |      |
| 7    | 2      | Leungo Scotch                | Botswana      | 45"16 |      |
| 8    | 8      | Christopher Morales Williams | Canada        | 45"25 |      |

### Finale

Video della Finale

| Pos.    | Corsia | Atleta               | Nazionalità       | Tempo | Note                                                                    |
| ------- | ------ | -------------------- | ----------------- | ----- | ----------------------------------------------------------------------- |
| Oro     | 8      | Quincy Hall          | Stati Uniti       | 43"40 | Miglior prestazione personale · Miglior prestazione mondiale stagionale |
| Argento | 6      | Matthew Hudson-Smith | Gran Bretagna     | 43"44 | Record europeo                                                          |
| Bronzo  | 7      | Muzala Samukonga     | Zambia            | 43"74 | Record nazionale                                                        |
| 4       | 9      | Jereem Richards      | Trinidad e Tobago | 43"78 | Record nazionale                                                        |
| 5       | 5      | Kirani James         | Grenada           | 43"87 |                                                                         |
| 6       | 2      | Christopher Bailey   | Stati Uniti       | 44"58 |                                                                         |
| 7       | 3      | Samuel Ogazi         | Nigeria           | 44"73 |                                                                         |
| 8       | 4      | Michael Norman       | Stati Uniti       | 45"62 |                                                                         |